# Вулиця Василя Чумака
Ву́лиця Василя́ Чумака́ — вулиця в Солом'янському районі міста Києва, місцевість Відрадний. Пролягає від вулиці Академіка Шалімова до бульвару Вацлава Гавела.
Прилучається Метробудівська вулиця.

## Історія
Вулиця виникла в середині XX століття під назвою Нова. Сучасна назва на честь українського поета і громадського діяча Василя Чумака — з 1957 року.

## Цікавий факт
На адресних табличках зустрічаються три варіанти назви: вулиця Чумака, вулиця В. Чумака, вулиця Василя Чумака (найновіші).

## Зображення

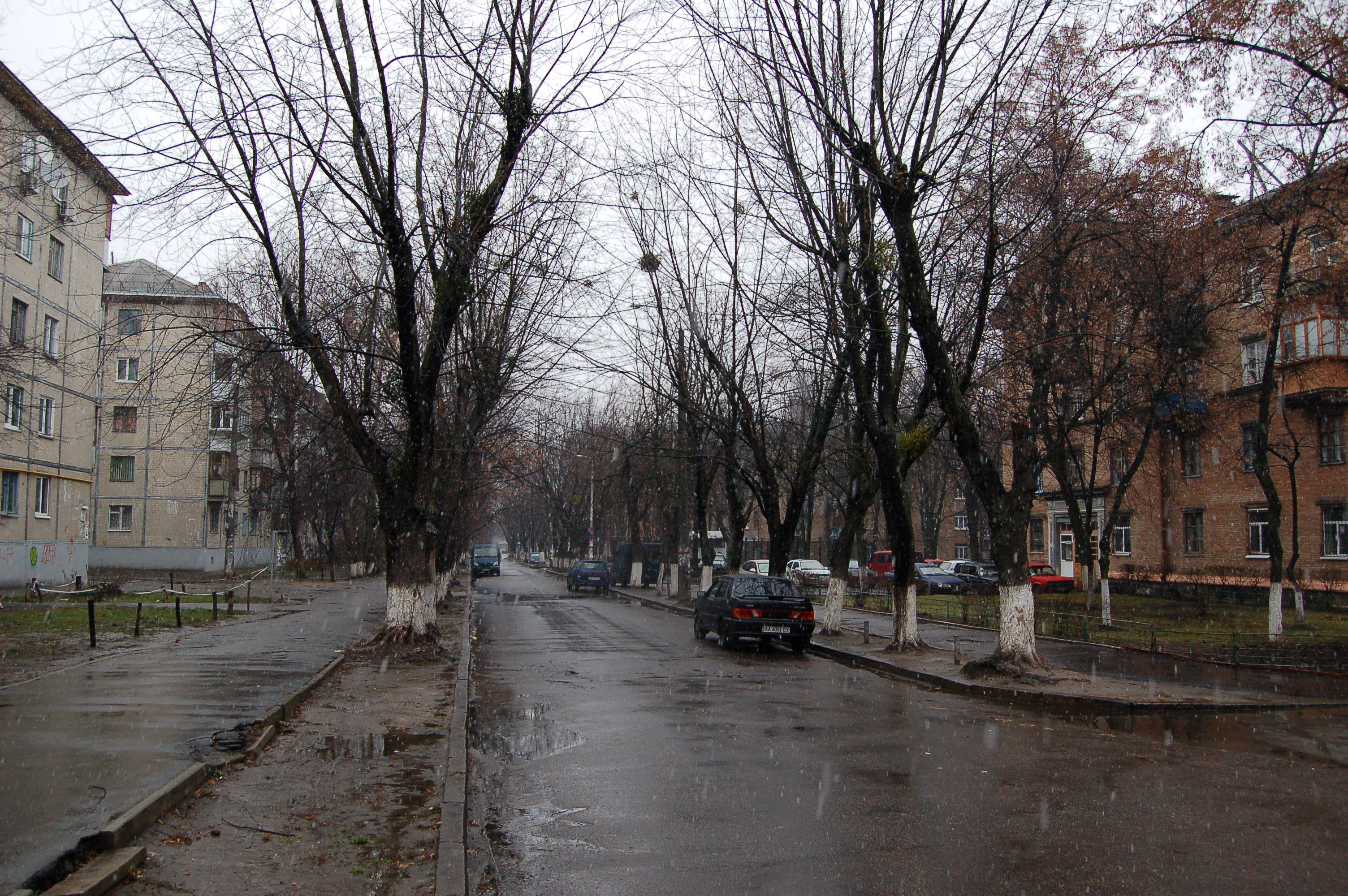
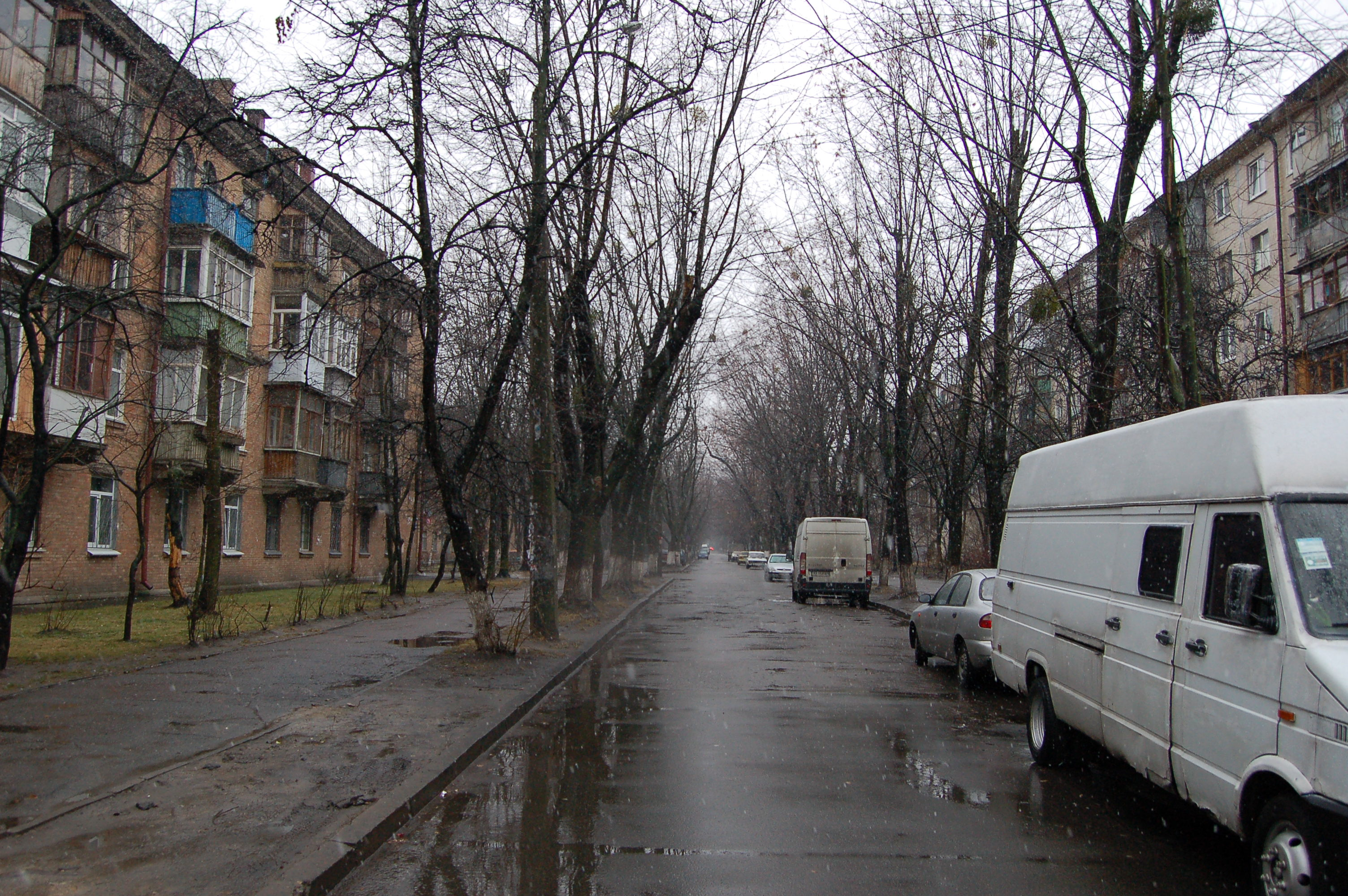
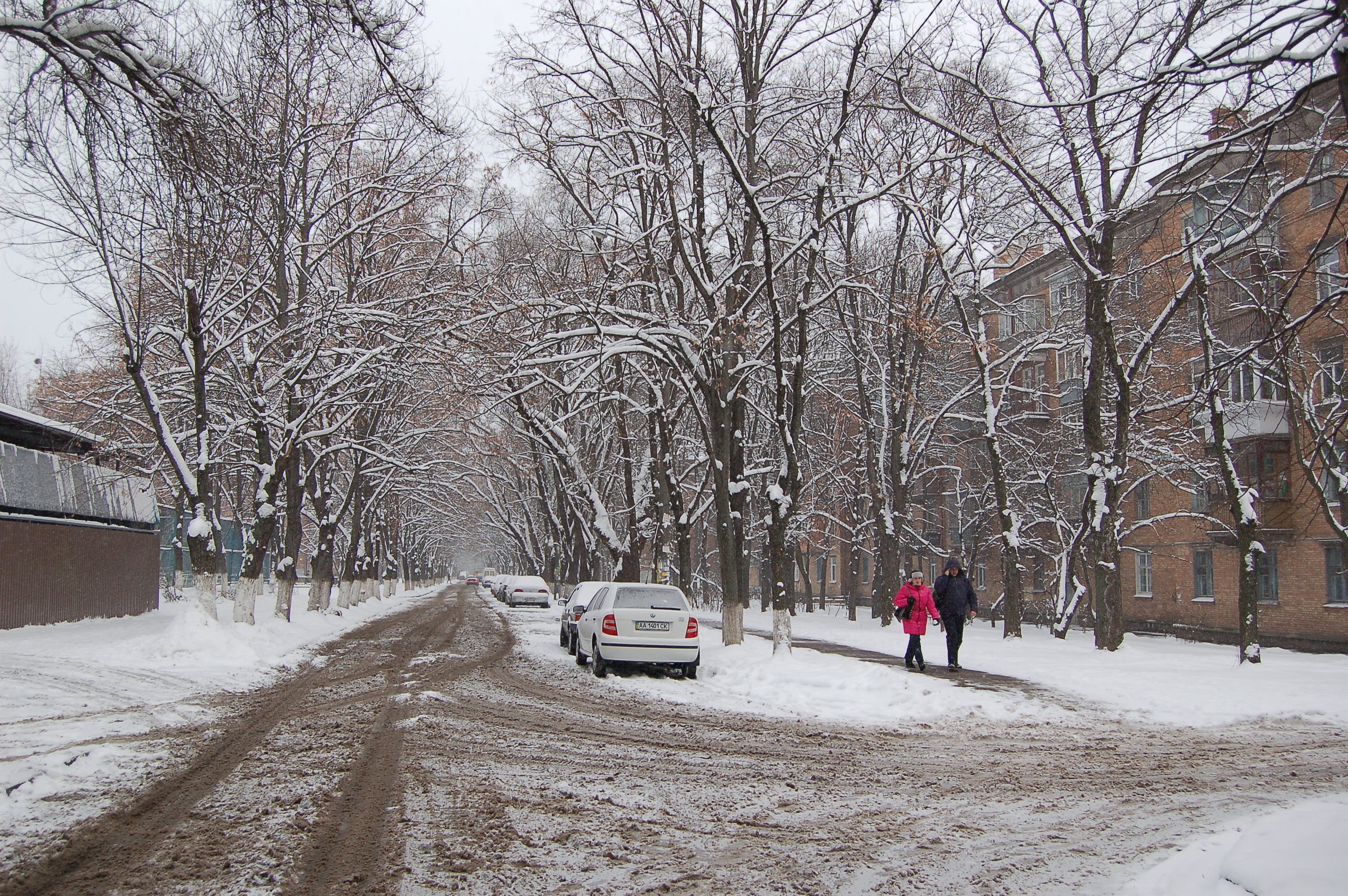
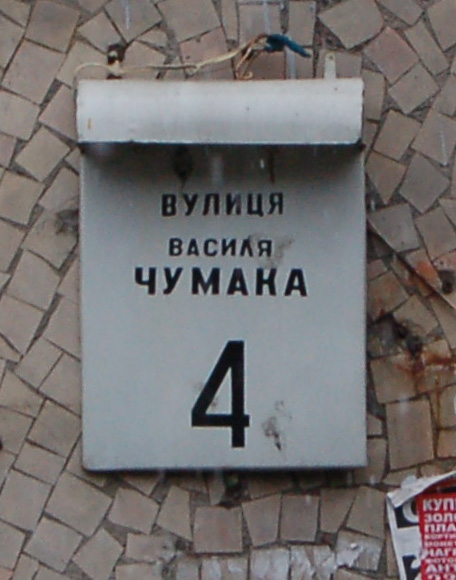
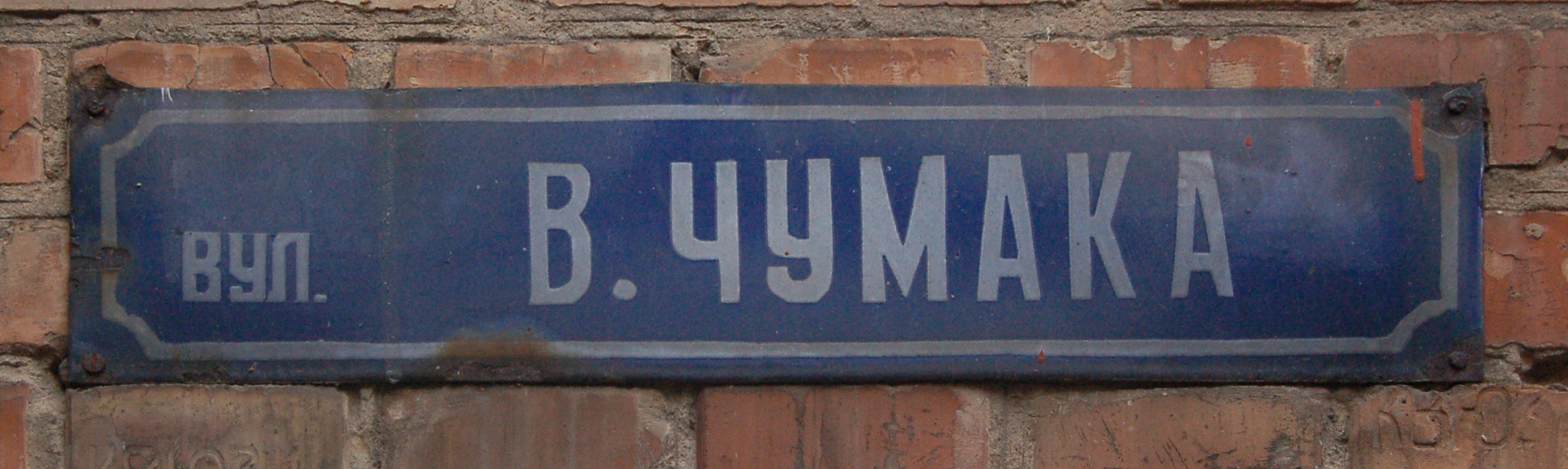
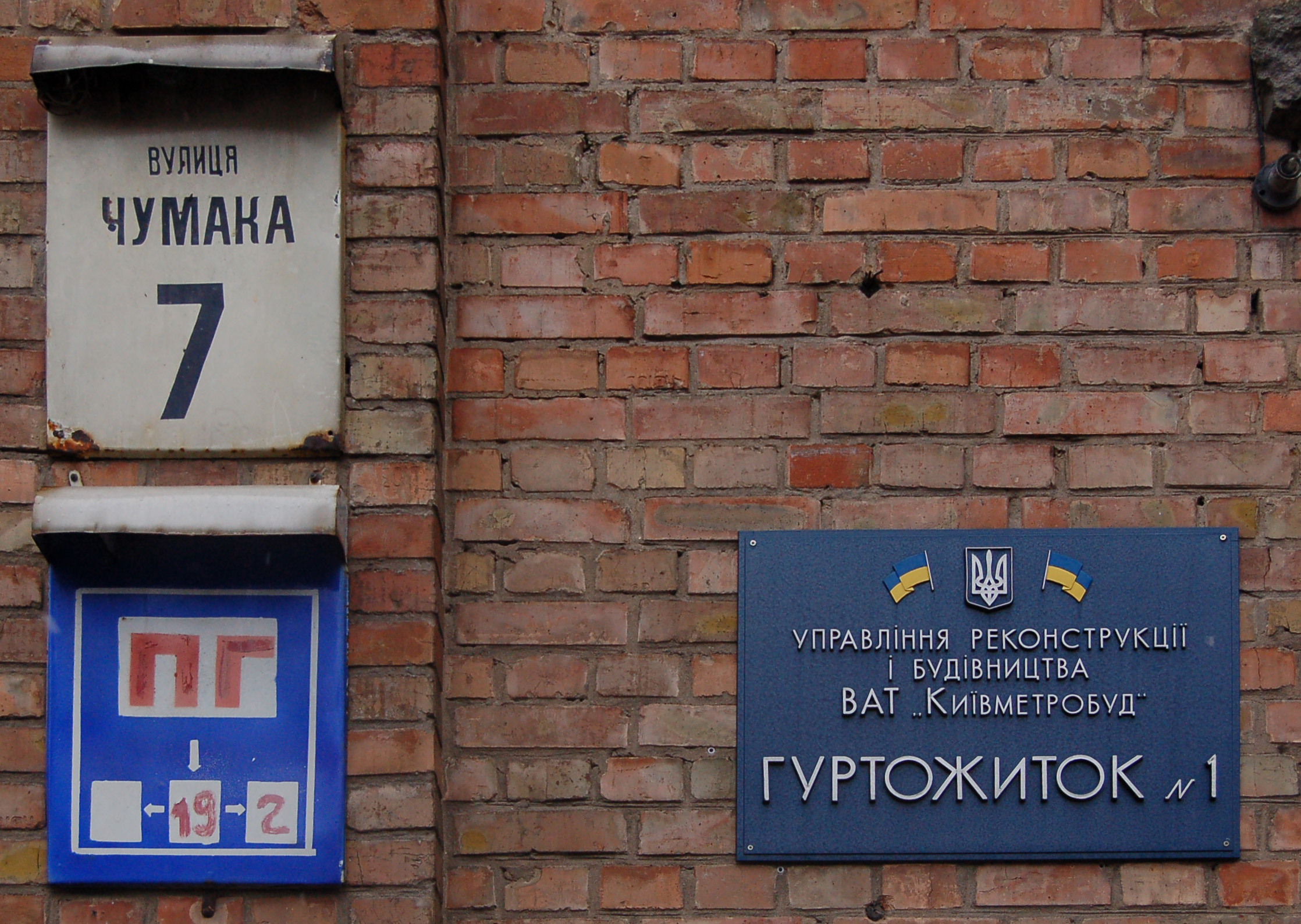